# 1976

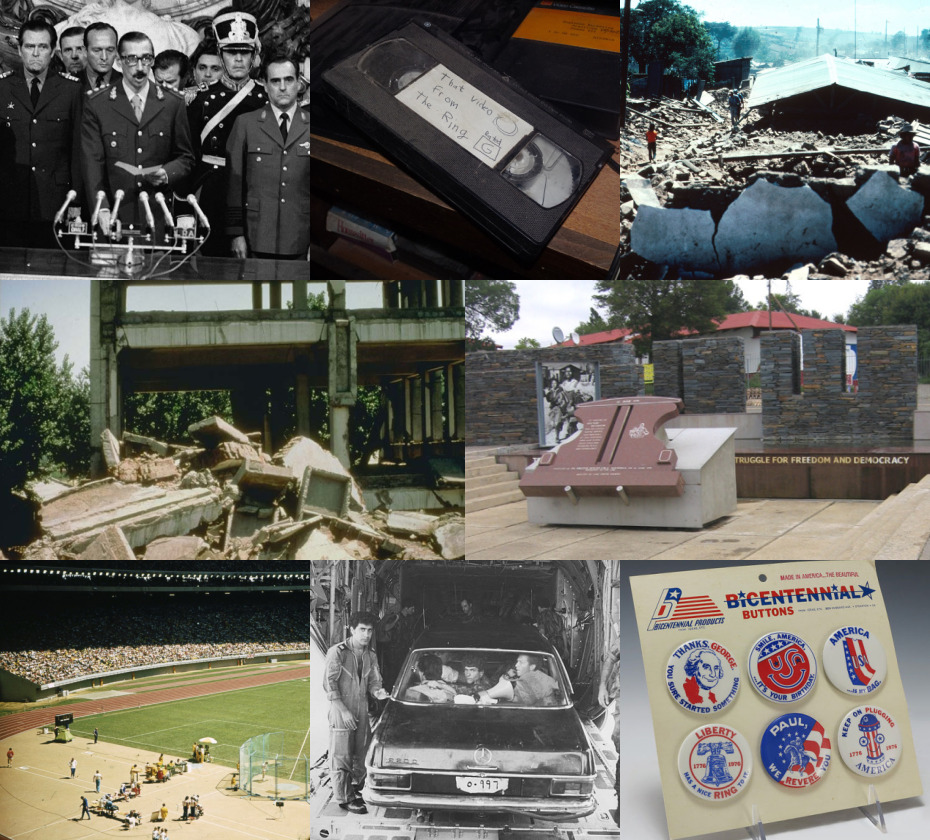
En el sentido de las agujas del reloj desde la derecha a la izquierda: el golpe de Estado argentino derrocó a Isabel Perón como presidenta de Argentina; Se lanza el VHS; un terremoto en Guatemala mató a 23.000 personas; tiene lugar una serie de manifestaciones y protestas encabezadas por escolares negros en la Sudáfrica del apartheid; Estados Unidos celebra su bicentenario; tiene lugar una misión antiterrorista de rescate de rehenes llevada a cabo por comandos de las FDI en el aeropuerto de Entebbe en Uganda; los Juegos Olímpicos de Verano de 1976 se llevaron a cabo en Montreal, Quebec; el terremoto de Tangshan de 1976 mata a 242.769 personas.

1976 (MCMLXXVI) fue un año bisiesto comenzado en jueves según el calendario gregoriano. Fue designado como:
- El Año del Dragón, según el horóscopo chino.

## Acontecimientos

### Enero
- 1 de enero: el gobierno venezolano nacionaliza la empresa Petróleos de Venezuela SA (PDVSA).
- 3 de enero: en un pozo a 1452 metros bajo tierra, en el área U19e del Sitio de pruebas atómicas de Nevada (a unos 100 km al noroeste de la ciudad de Las Vegas), a las 11:15 (hora local) Estados Unidos detona su bomba atómica Muenster, de 800 kilotones. Es la bomba n.º 861 de las 1132 que Estados Unidos detonó entre 1945 y 1992.
- 3 de enero: en la ONU (Nueva York) entra en vigor el Pacto Internacional de Derechos Económicos, Sociales y Culturales.
- 5 de enero: en Camboya, los jemeres rojos renombran la nación como «República Democrática de Campuchea».

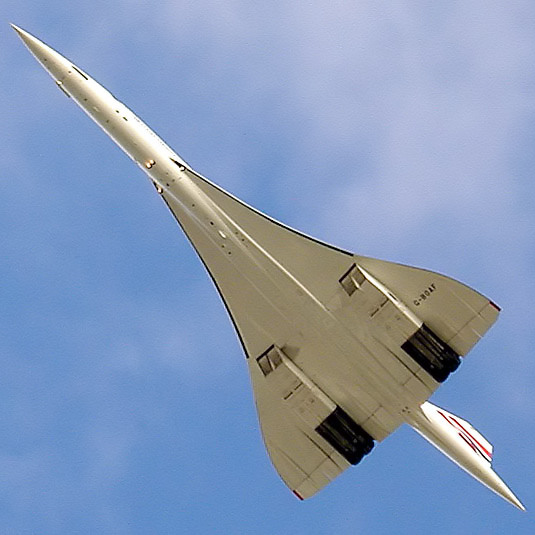
Primer vuelo del Concorde.

- 21 de enero: primer vuelo comercial del Concorde.

### Febrero
- 2 de febrero: en el Palacio de los Papas, en Aviñón (Francia), robo de 119 cuadros de la última época de Pablo Picasso.
- 4 de febrero: un terremoto de 7,5 deja en Guatemala un saldo de 23.000 muertos.
- 6 de febrero: la Dirección General de Seguridad suspende los recitales de Raimon.
- 6 de febrero: en Washington (Estados Unidos) la sociedad Lockheed es sospechosa de haber sobornado a múltiples personalidades de Europa y Japón.
- 7 de febrero: Hua Guofeng sucede a Zhou Enlai como primer ministro chino.
- 11 de febrero: los GRAPO liberan al presidente del Consejo de Estado, Antonio María de Oriol y Urquijo, secuestrado dos meses antes.
- 13 de febrero: se inaugura la autopista Oviedo-Gijón-Avilés.
- 15 de febrero: el presidente de la Confederación de Trabajadores de Colombia (CTC), José Raquel Mercado, es secuestrado por el M-19.
- 18 de febrero: Estados Unidos suspende toda ayuda militar a Chile.
- 20 de febrero: la Real Academia de la Lengua Vasca consigue el reconocimiento institucional.
- 22 de febrero: el gobierno estadounidense reconoce haber realizado experimentos entre 1945 y 1947 con humanos para estudiar el efecto de las radiaciones ionizantes en quienes fabrican bombas atómicas.
- 24 de febrero: entra en vigor la actual Constitución cubana, aprobada un año antes por el Comité Central del Partido Comunista de Cuba.
- 24 de febrero: la Organización Mundial del Turismo instala en Madrid su sede central.
- 27 de febrero: después de la retirada española del Sáhara Occidental, el Frente Polisario declara la independencia del territorio con el nombre de República Árabe Saharaui Democrática (RASD).
- 28 de febrero: Madagascar es el primer país en el mundo en reconocer a la República Árabe Saharaui Democrática.

### Marzo
- 1 de marzo: zozobra frente a Noruega la plataforma petrolífera Deep Sea Driller y mueren seis personas.
- 1 de marzo: Burundi reconoce a la República Árabe Saharaui Democrática (RASD).
- 2 de marzo: Vietnam reconoce a la República Árabe Saharaui Democrática (RASD).
- 3 de marzo: un enfrentamiento de la Policía Armada con trabajadores en huelga en Zaramaga resulta con cinco trabajadores fallecidos.
- 6 de marzo: Argelia reconoce a la República Árabe Saharaui Democrática (RASD).
- 11 de marzo: Angola y Benín reconocen a la República Árabe Saharaui Democrática (RASD).
- 13 de marzo: Mozambique reconoce a la República Árabe Saharaui Democrática (RASD).
- 15 de marzo: Guinea Bissau reconoce a la República Árabe Saharaui Democrática (RASD).
- 16 de marzo: Corea del Norte reconoce a la República Árabe Saharaui Democrática (RASD).
- 17 de marzo: Togo reconoce a la República Árabe Saharaui Democrática (RASD).
- 23 de marzo: entran en vigor el Pacto Internacional de Derechos Civiles y Políticos y su Protocolo Facultativo.
- 24 de marzo: en Argentina, un golpe de Estado derroca a Isabel Martínez de Perón e instaura un régimen militar hasta 1983, que dejaría una "dicha" cifra de 30 000 desapariciones y una guerra perdida: la guerra de las Malvinas.

### Abril
- 1 de abril: en Estados Unidos se funda la empresa de computadoras Apple Computer Company.
- 1 de abril: en Darmstadt (Alemania), gracias al acelerador de partículas UNILAC, propiedad del GSI, se logra, por primera vez, acelerar un ion pesado (U-238) hasta 6,7 MeV.
- 1 de abril: Ruanda reconoce a la República Árabe Saharaui Democrática (RASD).
- 2 de abril: se inaugura en Segovia (España) el I Congreso de la Federación Popular Democrática, presidido por José María Gil-Robles.
- 3 de abril: en La Haya (Países Bajos), la canción Save Your Kisses For Me de Brotherhood of Man gana para el Reino Unido la XXI edición de Eurovisión.
- 5 de abril: James Callaghan se convierte en primer ministro del Reino Unido tras la dimisión de Harold Wilson.

### Mayo
- 6 de mayo: en la región italiana de Friuli se registra un terremoto de 6,5 que deja un saldo de 990 muertos y 3.000 heridos.
- 9 de mayo: en Montejurra (Navarra) son asesinados dos militantes carlistas (Sucesos de Montejurra).
- 10 de mayo: en Madrid (España), se inaugura el campo de fútbol de Vallecas.
- 11 de mayo: en Perú se crea la provincia de Huaral.
- 29 de mayo: Dos terremotos de 6,7 y 6,6 sacuden la provincia china de Yunnan matando a 98 personas.

### Junio
- 12 de junio: en Uruguay los mandos militares destituyen al dictador Juan María Bordaberry, imponiendo el interinato de Alberto Demicheli hasta el 1 de septiembre.
- 16 de junio: en Soweto (Sudáfrica), aproximadamente 15 000 estudiantes realizan una marcha no violenta. El Gobierno del apartheid ordena a la policía que ametralle a la multitud. Mueren 566 jóvenes (entre ellos Héctor Pieterson, de 12 años). Se generan varios días de luchas.
- 24 de junio: la Asamblea Nacional de Vietnam anuncia la reunificación de Vietnam del Norte y del Sur, con capital en Hanói.
- 26 de junio: en Toronto (Canadá) se inaugura la Torre CN, una de las estructuras más altas de los últimos tiempos.
  - en la provincia indonesia de Papúa, se registra un terremoto de 7,1 que deja 422 muertos y miles de desaparecidos.
- 29 de junio: las islas Seychelles se independizan del Imperio británico.

### Julio

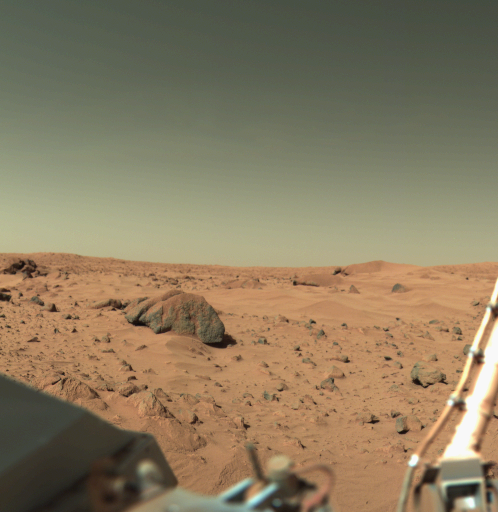
Vista de Marte desde el Lander Viking 1.

- 1 de julio: en Madrid (España) dimite Carlos Arias Navarro como presidente.
- 2 de julio: Vietnam del Norte y Vietnam del Sur se unen para formar la República Socialista de Vietnam.
- 3 de julio: Adolfo Suárez es nombrado Presidente del Gobierno de España.
- 4 de julio: en el aeropuerto de Entebbe, cerca de Kampala (Uganda), las Fuerzas de Defensa de Israel realizan la Operación Entebbe, en que matan a cuatro terroristas palestinos que mantenían a 105 rehenes israelíes.
- 4 de julio: en la iglesia de San Patricio, en el centro de la ciudad de Buenos Aires (Argentina), la dictadura de Videla asesina a tres sacerdotes y dos seminaristas palotinos (masacre de San Patricio).
- 4 de julio: Estados Unidos celebra el bicentenario de su independencia.
- 6 de julio: unos 30 km al sur de General Güemes (norte de Argentina), el teniente Carlos Mullhall (gobernador interventor de Salta) ordena la masacre de Palomitas: 11 presos políticos son fusilados y sus restos dinamitados para fingir un enfrentamiento con guerrilleros. Todos los medios de comunicación cómplices de la dictadura afirman que no se trató de un asesinato sino de un enfrentamiento entre grupos guerrilleros.
- 10 de julio: en el municipio de Seveso (Italia) sucede un accidente industrial que causa numerosos daños: se le conoce con el nombre de desastre de Seveso.
- 13 de julio: Se presenta el primer número de Vindicación Feminista, revista histórica del movimiento feminista en España.
- 14 de julio: en Bali, un terremoto de 6,5 deja 573 muertos y 4.000 heridos.
- 14 de julio: en Canadá se abole la pena capital.
- 17 de julio: Timor Oriental es anexionada como 27.ª provincia de Indonesia.
- 17 de julio: se inauguran los Juegos Olímpicos de Montreal donde 25 naciones africanas boicotean al equipo de Nueva Zelanda.
- 18 de julio: en España, los GRAPO (Grupos de Resistencia Antifascista Primero de Octubre), reivindican la colocación de 28 artefactos explosivos.
- 19 de julio: en Nepal se crea el parque nacional de Sagarmatha (donde se encuentra la mitad sur del monte Everest, compartido con China).
- 19 de julio: en Canadá, Nadia Comaneci hace historia en los Juegos Olímpicos de Montreal.
- 20 de julio: la nave Viking 1 de Estados Unidos realiza el primer aterrizaje en Marte.
- 22 de julio: Japón completa su última reparación económica a Filipinas por los crímenes de guerra cometidos durante la invasión perpetrada por el Imperio japonés durante la Segunda Guerra Mundial.
- 23 de julio: en Portugal, Mário Soares se convierte en primer ministro.

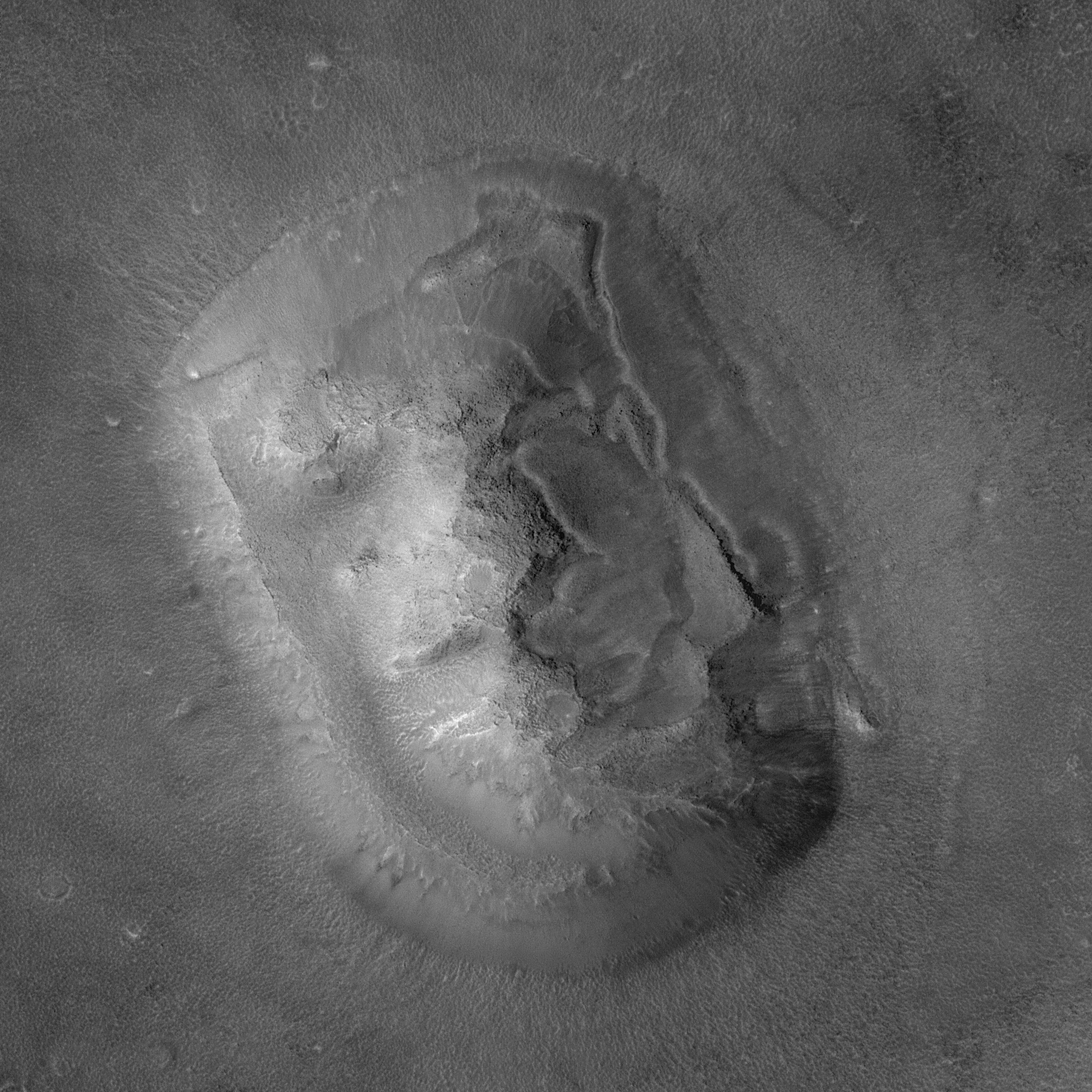
De acuerdo con el fenómeno de la pareidolia, esta montaña el planeta Marte parecía un rostro humano (la «cara de Marte»).

- 25 de julio: la sonda espacial Viking 1, en órbita alrededor del planeta Marte a 1873 km de altura, fotografía una montaña (de 3 km de longitud por 1,5 km de anchura) en la región de Cidonia. Cuando se difunde esta y otras fotografías, el 31 de julio, el público afirma que se trata de la escultura extraterrestre de un rostro humano (la «cara de Marte»).
- 26 de julio: en Malasia se registra un terremoto de 6,3.
- 27 de julio: el ex primer ministro japonés Kakuei Tanaka es detenido por su presunta implicación en el escándalo Lockheed.
- 28 de julio: se registra un devastador terremoto de 7,6 en la ciudad china de Tangshan que deja un saldo de 242.000 muertos, pudiendo ser hasta 655.000. Es el segundo terremoto más mortífero de la historia, siendo el primero el terremoto de Shaanxi de 1556 que dejó 830.000 muertos.
- 29 de julio: en Nueva York, David Berkowitz, conocido como el Hijo de Sam, mata a una persona y hiere a otra, en el primero de una serie de ataques.
- 30 de julio: en el Reino de España, el rey Juan Carlos I decreta una amnistía política en España que afecta a 500 personas encarceladas por su ideología.

### Agosto
- 1 de agosto: Trinidad y Tobago, entonces un Reino de la Mancomunidad de Naciones, destituye a Isabel II del Reino Unido como jefa de estado y se convierte en una república.
- 15 de agosto El Vuelo 011 de SAETA que volaba de Quito a Cuenca (en Ecuador) desaparece misteriosamente en el trayecto. Después de más de 25 años se supo que colisionó con el Volcán Chimborazo, matando a sus 59 ocupantes.
- Del 16 al 23 de agosto: tres terremotos de 6,7, 6,3 y 6,4, respectivamente, sacuden los condados chinos de Songpan y Pingwu matando a 800 personas.
- 17 de agosto: en el golfo de Moro, cerca de Filipinas, se registra un fuerte terremoto de 8,0 y un devastador tsunami con olas de hasta 9 metros que dejan un saldo de 8000 muertos y 10 000 heridos.
- 21 de sgosto la compañía RCA US emite un comunicado acerca de que las ventas de losdiscos de Elvis Presley habían alcanzado los 400 millones de copias.[1]
- 26 de agosto: en Ámsterdam (Países Bajos) se publican las cartas que demuestran que la empresa estadounidense Lockheed sobornó al príncipe consorte, Bernardo de Lippe-Biesterfeld con 1,1 millones de dólares (52 millones en 2021). amenaza al pueblo neerlandés con si su esposo fuese juzgado.

### Septiembre
- 1 de septiembre: en Uruguay, vencido el interinato de Alberto Demicheli, los militares imponen en la Presidencia de la República a Aparicio Méndez.
- 7 de septiembre: en México se funda la Academia Mexicana de Informática, AC (AMIAC), una de las organizaciones profesionales más antiguas del país en esa materia.
- 9 de septiembre: fallece el político, poeta, escritor, filósofo y bibliotecario chino Mao Zedong.
- 12 de septiembre: en la calle Junín esquina Rawson, en la ciudad de Rosario (Argentina), un grupo de guerrilleros pertenecientes a la organización Montoneros detona una bomba ubicada dentro de un automóvil Citroën, tomando como objetivo a un colectivo en el que viajaban en su mayoría policías. En la explosión mueren 9 policías y 2 civiles.[2]
- 16 de septiembre: en la ciudad de La Plata (capital de la provincia argentina de Buenos Aires) la dictadura cívico-militar (1976-1983) perpetra la Noche de los Lápices en la que secuestra a estudiantes de escuelas secundarias y los torturan hasta la muerte.
- 21 de septiembre: en Washington DC, el excanciller chileno Orlando Letelier (a quien Pinochet le había quitado la ciudadanía chilena once días antes) es asesinado junto con su secretaria Ronni Moffitt por espías de la dictadura chilena y mercenarios cubanos anticastristas dirigidos por el agente de la CIA Michael Townley.
- 24 de septiembre: el astrónomo soviético Nikolai Stepanovich Chernykh descubre el asteroide n.º 3158, Anga.
- 29 de septiembre: Bolivia realiza el censo de población y vivienda de 1976, después de 26 años respecto al censo anterior de 1950.
- 30 de septiembre: el huracán Liza azota la capital de Baja California Sur en México, veinte colonias son borradas literalmente del mapa con una suma extraoficial de 2000 muertos.

### Octubre
- 6 de octubre: en Barbados, terroristas cubanos ―entre ellos Luis Posada Carriles― atentan con bombas contra un vuelo civil de Cubana de Aviación, que cae en la playa (apenas despegado), provocando la muerte de todos los 73 ocupantes. (Véase Atentado contra el vuelo 455 de Cubana de Aviación).
- 6 de octubre: en China, el nuevo primer ministro Hua Guofeng ordena el arresto de la Banda de los Cuatro ―Jiang Qing (la viuda de Mao Zedong), Zhang Chunqiao, Yao Wenyuan y Wang Hongwen―. Se termina así la Revolución Cultural.
- 6 de octubre: en Bangkok (Tailandia), los estudiantes de la Universidad de Thammasat realizan una jornada de protesta contra el retorno del dictador Thanom. Una coalición de paramilitares de derechas y fuerzas gubernamentales asesinan a más de 100 estudiantes (Masacre de la Universidad de Thammasat).
- 6 de octubre: a 201 metros bajo tierra, en el área U2ef del Sitio de pruebas atómicas de Nevada (a unos 100 km al noroeste de la ciudad de Las Vegas), a las 6:30 (hora local), Estados Unidos detona su bomba atómica Gouda, de 0,6 kilotones. Es la bomba n.º 872 de las 1132 que Estados Unidos detonó entre 1945 y 1992.
- 12 de octubre: en la Ciudad de México, se inaugura la nueva Basílica de Guadalupe en las faldas del cerro del Tepeyac. La tilma de la Virgen se traslada hasta su emplazamiento actual y la antigua basílica cierra por 24 años.
- 17 de octubre: en el pueblo argentino de Los Surgentes (provincia de Córdoba), la policía de Rosario asesina a siete presos políticos peronistas (masacre de Los Surgentes), en el marco de la dictadura de Videla (1976-1983).
- 25 de octubre: Un terremoto de 4,7 sacude Estonia provocando algunos daños en estructuras y desprendimientos de rocas.
- 30 de octubre: en Acapulco (México), la canción Canta cigarra de María Ostiz gana por España la V edición del Festival OTI.

### Noviembre
- 2 de noviembre: Elecciones presidenciales de Estados Unidos de 1976. El presidente republicano Gerald Ford no consigue la reelección por muy poco siendo derrotado por el candidato demócrata James Carter. La reñida victoria de los demócratas se refleja tanto en voto popular como en voto electoral, siendo los resultados de 297 votos electorales para Carter y 240 para Ford.
- 2 de noviembre: el alcalde PNP de San Juan, Carlos Romero Barcelo se convierte en el gobernador de Puerto Rico, al obtener 703,968 votos frente a Rafael Hernández Colón, quien obtuvo 660,401 votos.
- 2 de noviembre: se inventa Ethernet.
- 6 de noviembre: en México, Julio Scherer García, junto con excolaboradores del diario Excélsior, funda la revista Proceso.
- 10 de noviembre: en un túnel a 183 metros bajo tierra, en el área U3hc del Sitio de pruebas atómicas de Nevada (a unos 100 km al noroeste de la ciudad de Las Vegas), a las 6:58 (hora local) Estados Unidos detona su bomba atómica Sprit, de menos de 20 kilotones. Es la bomba n.º 873 de las 1132 que Estados Unidos detonó entre 1945 y 1992.
- 16 de noviembre: en Madrid (España), las Cortes aprueban la Ley para la Reforma Política.
- 19 de noviembre: en la ciudad de San Nicolás de los Arroyos (Argentina) ―en el marco de la dictadura cívico-militar argentina (1976-1983)―, fuerzas conjuntas del Ejército, la Policía federal y la policía bonaerense asesinan en su casa de calle Juan B. Justo n.º 676 a Omar Darío Amestoy y María del Carmen Fettolini, junto con sus dos hijos, Fernando (3) y María Eugenia Amestoy (5) y a Ana María del Carmen Granada (Masacre de San Nicolás).
- 20 de noviembre: en las montañas cerca de San Juan Cotzal (Guatemala), el ejército asesina al sacerdote tercermundista estadounidense William Guillermo Woods (1931-1976) y a otros cuatro estadounidenses, derribando la avioneta en que viajaban.[3]

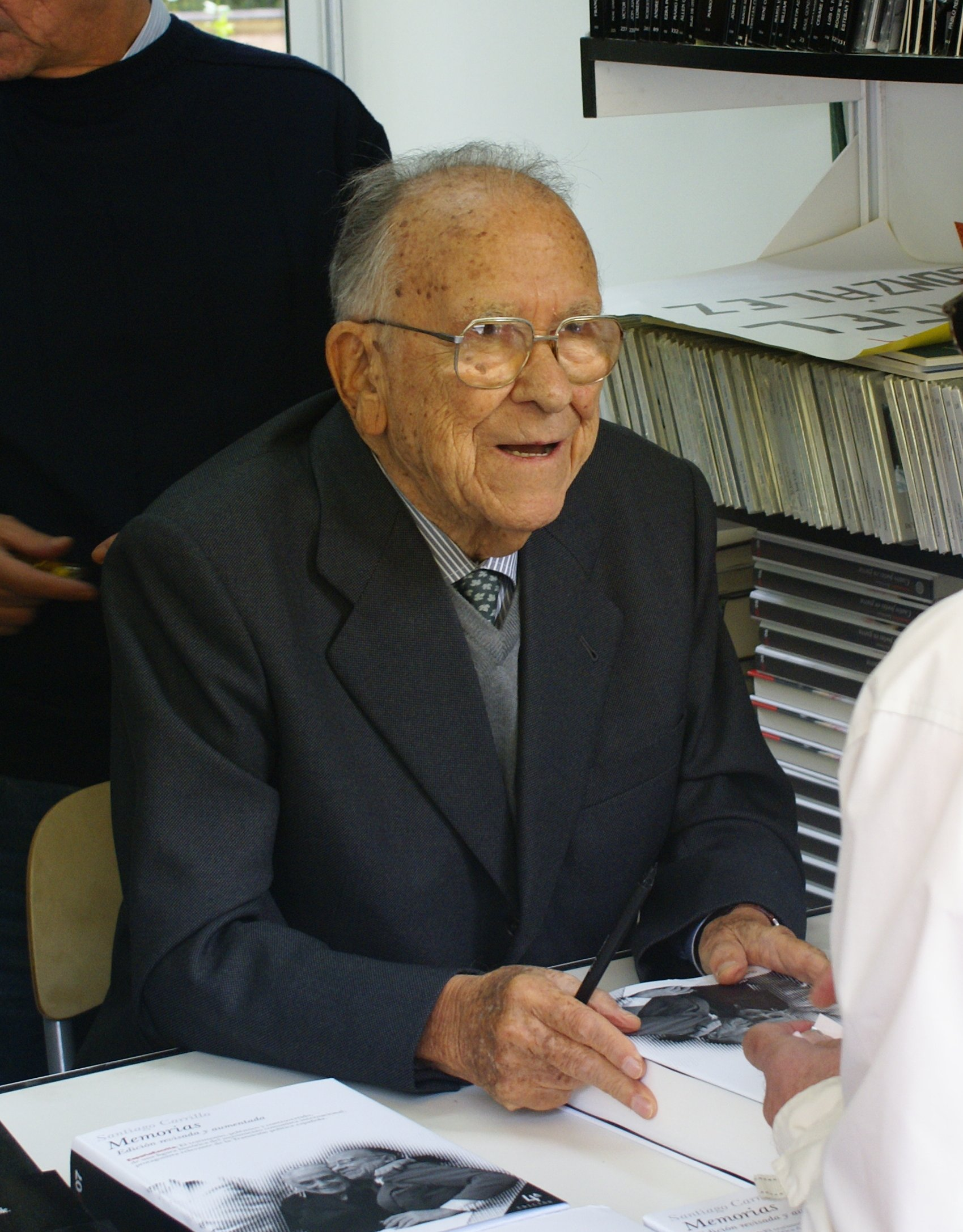
El dirigente comunista español Santiago Carrillo firma libros en la Feria del Libro de Madrid (España).

- 24 de noviembre: en Turquía se registra un terremoto de 7,3 que deja entre 4.000 y 5.000 muertos.
- El dirigente del Partido Comunista de España Santiago Carrillo es detenido, junto a otros militantes comunistas, a su entrada en España.

### Diciembre
- 1 de diciembre: en México, José López Portillo toma posesión como el 58.º (quincuagesimoctavo) presidente, para el mandato presidencial 1976-1982.
- 2 de diciembre: en Cuba, Fidel Castro asciende a la presidencia.
- 4 de diciembre: en la República Centroafricana, Jean Bédel Bokassa se autoproclama «emperador», iniciando el Imperio Centroafricano.
- 5 de diciembre: se celebra en España el XXVII Congreso del PSOE, después de 32 años en el exilio.
- 8 de diciembre: en un pozo a 427 metros bajo tierra, en el área U7ab del Sitio de pruebas atómicas de Nevada (a unos 100 km al noroeste de la ciudad de Las Vegas), a las 6:49 (hora local) Estados Unidos detona su bomba atómica Redmud, de 20 kilotones. Es la bomba n.º 877 de las 1131 que Estados Unidos detonó entre 1945 y 1992.
- 13 de diciembre: unos 40 km al norte de la ciudad chaqueña de Resistencia (Argentina) ―en el marco de la dictadura de Videla (1976-1983)―, 22 militantes montoneros son torturados, castrados, violados y asesinados a tiros en un operativo conjunto del Ejército Argentino y la Policía del Chaco (Masacre de Margarita Belén).
- 15 de diciembre: se aprueba en referéndum la Ley para la Reforma Política.
- 15 de diciembre: se inaugura el Museo del Hombre Panameño, actual Museo Antropológico Reina Torres de Araúz.
- 21 de diciembre: en un pozo a 331 metros bajo tierra, en el área U2ar del Sitio de pruebas atómicas de Nevada (a unos 100 km al noroeste de la ciudad de Las Vegas), a las 7:09 (hora local) Estados Unidos detona su bomba atómica Asiago, de 11 kilotones. 58 minutos después, 3,2 km al norte, en un pozo a 201 metros bajo tierra, se detona la bomba Sutter, de menos de 20 kilotones. Son las bombas n.º 880 y 881 de las 1132 que Estados Unidos detonó entre 1945 y 1992.
- 28 de diciembre: en un pozo a 331 metros bajo tierra, en el área U7aj(s) del Sitio de pruebas atómicas de Nevada (a unos 100 km al noroeste de la ciudad de Las Vegas), a las 10:00 (hora local) Estados Unidos detona su bomba atómica n.º 883, Rudder, de 89 kilotones.
- 29 de diciembre: en Buenos Aires, la dictadura de Videla (1976-1983) secuestra al sindicalista peronista Jorge Di Pascuale (47) y lo asesinará el 3 de febrero de 1977.
- En Chile, Luis Werner descubre el yacimiento arqueológico de Monte Verde.
- 31 de diciembre: en Pittsburgh, Pensilvania, el cantante y actor Elvis Presley, celebra su segundo concierto de fin de año, después del que realizó el año anterior en Pontiac, Michigan.

## Arte y literatura

### Premio Cervantes
- Jorge Guillén.

### Premio Planeta
- Ganador: Jesús Torbado por En el día de hoy.
- Finalista: Alfonso Grosso por La buena muerte.

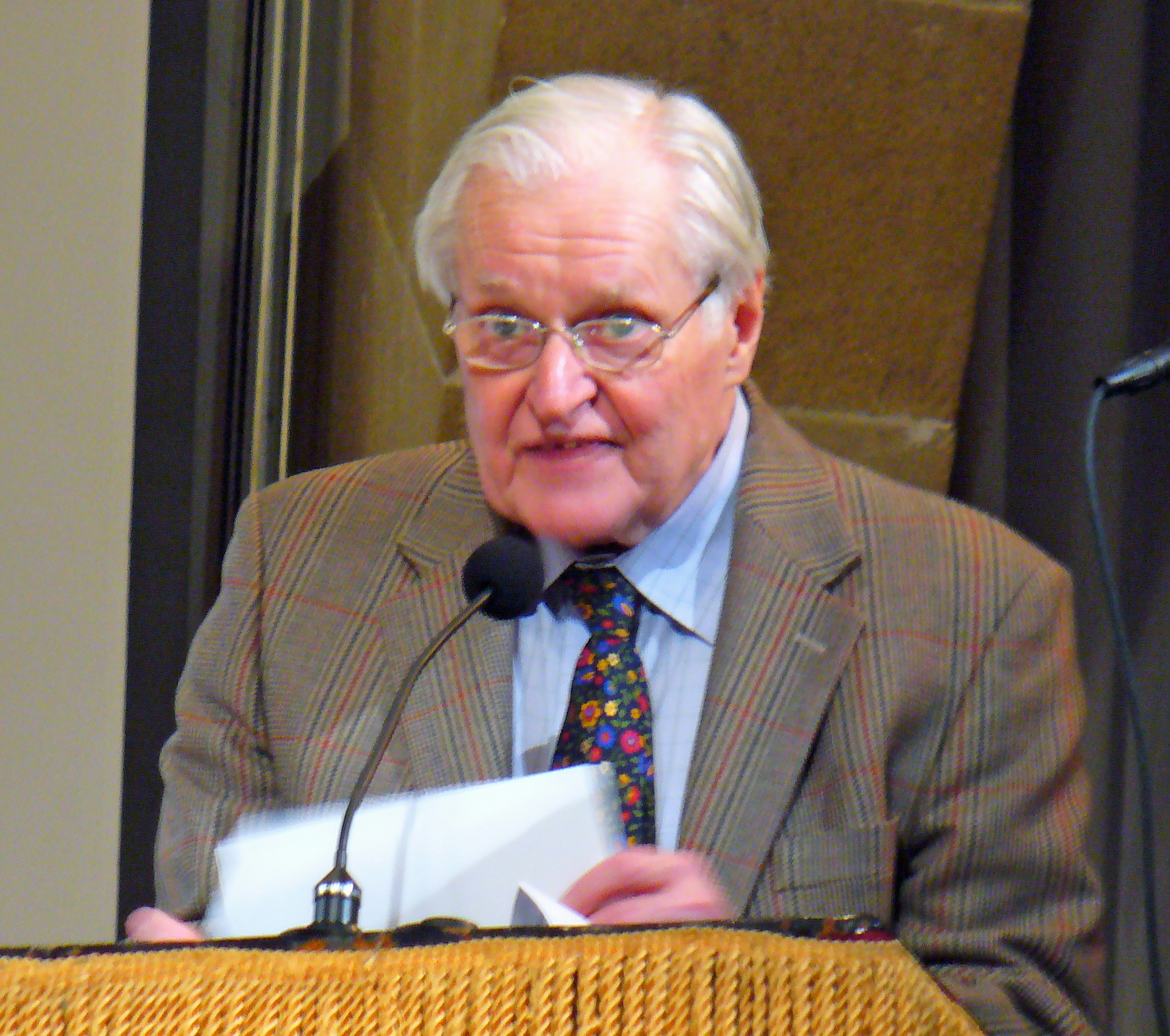
John Ashbery.

### Premio Nadal
- Raúl Guerra Garrido por Lectura insólita de El Capital.

### Premio Pulitzer
- Novela: Saul Bellow por El legado de Humboldt.
- Poesía: John Ashbery por Self-Portrait in a Convex Mirror.

## Ciencia y tecnología
- Matemáticas: teorema de los cuatro colores, primera demostración de un teorema matemático importante usando medios electrónicos.
- Astronomía: la nave Viking 1 descubre la Cara de Marte.
- Vídeo: la marca JVC inventa el sistema de vídeo casero VHS.

## Deporte

### Juegos Olímpicos
- Juegos Olímpicos de Montreal: se celebraron en Canadá entre el 17 de julio y el 1 de agosto.

### Atletismo
- Juegos Olímpicos:
  - Masculino

| Evento                  | Oro                       | Plata                     | Bronce                  |
| ----------------------- | ------------------------- | ------------------------- | ----------------------- |
| 100 m                   | Hasely Crawford           | Don Quarrie               | Valery Borzov           |
| 200 m                   | Don Quarrie               | Millard Hampton           | Dwayne Evans            |
| 400 m                   | Alberto Juantorena        | Frederick Newhouse        | Herman Frazier          |
| 800 m                   | Alberto Juantorena        | Ivo van Damme             | Richard Wohluter        |
| 1500 m                  | John Walker               | Ivo van Damme             | Paul-Heinz Wellmann     |
| 5000 m                  | Lasse Virén               | Dick Quax                 | Klaus-Peter Hildenbrand |
| 10 000 m                | Lasse Virén               | Carlos Lopes              | Brendan Foster          |
| Maratón                 | Waldemar Cierpinski       | Frank Shorter             | Karel Lismont           |
| 110 m vallas            | Guy Drut                  | Alejandro Casañas Ramírez | Willie Davenport        |
| 400 m vallas            | Edwin Moses               | Michael Shine             | Yevgeny Gavrilenko.     |
| 3000 m obstáculos       | Anders Gärderud           | Bronislaw Malinowski      | Frank Baumgartl         |
| 4 × 100 m               | Estados Unidos            | Alemania del Este         | Unión Soviética         |
| 4 × 400 m               | Estados Unidos            | Polonia                   | Alemania                |
| 20 km marcha            | Daniel Bautista Rocha     | Hans-Georg Reimann        | Peter Frenkel           |
| Salto de altura         | Jacek Wszola              | Gregory Joy               | Dwight Stones           |
| Salto con pértiga       | Tadeusz Ślusarski         | Antti Kalliomäki          | David Roberts           |
| Salto de longitud       | Clarence "Arnie" Robinson | Randy Williams            | Frank Wartenberg        |
| Triple salto            | Viktor Saneyev            | James Butts               | João Carlos de Oliveira |
| Lanzamiento de peso     | Udo Beyer                 | Yevgeny Mironov           | Aleksandr Baryshnikov   |
| Lanzamiento de disco    | Maurice "Mac" Wilkins     | Wolfgang Schmidt          | John Powell             |
| Lanzamiento de martillo | Yuriy Sedykh              | Aleksei Spiridonov        | Anatoly Bondarchuk      |
| Lanzamiento de jabalina | Miklos Németh             | Hannu Siitonen            | Gheorghe Megelea        |
| Decatlón                | Bruce Jenner              | Guido Kratschmer          | Mykola Avilov           |

- - Femenino

| Evento                  | Oro                 | Plata               | Bronce             |
| ----------------------- | ------------------- | ------------------- | ------------------ |
| 100 m                   | Annegret Richter    | Renate Stecher      | Inge Helten        |
| 200 m                   | Bärbel Eckert       | Annegret Richter    | Renate Stecher     |
| 400 m                   | Irena Szewinska     | Christina Brehmer   | Ellen Streidt      |
| 800 m                   | Tatiana Kazánkina   | Nikolina Shtereva   | Elfi Zinn          |
| 1500 m                  | Tatiana Kazánkina   | Gunhild Hoffmeister | Ulrike Klapezynski |
| 100 m vallas            | Johanna Schaller    | Tatiana Anisimova   | Natalya Lebedeva   |
| 4 × 100 m               | Alemania del Este   | Alemania            | Unión Soviética    |
| 4 × 400 m               | Alemania del Este   | Estados Unidos      | Unión Soviética    |
| Salto de altura         | Rosemarie Ackermann | Sara Simeoni        | Yordanka Blagoyeva |
| Salto de longitud       | Angela Voigt        | Kathy McMillan      | Lidiya Alfeyeva    |
| Lanzamiento de peso     | Ivanka Hristova     | Nadezhda Chizhova   | Helena Fibingerová |
| Lanzamiento de disco    | Evelin Schlaak      | Maria Vergova       | Gabriele Hinzmann  |
| Lanzamiento de jabalina | Ruth Fuchs          | Marion Becker       | Kathryn Schmidt    |
| Pentatlón               | Siegrun Siegl       | Christine Laser     | Burglinde Pollak   |

- Campeonato Europeo de Atletismo en Pista Cubierta: Se celebró la VII en Múnich, Alemania Occidental.

### Automovilismo
- Fórmula 1:
  - Campeonato de pilotos:
- #  James Hunt 69 pts.
- #  Niki Lauda 68 pts.
- #  Jody Scheckter 49 pts.
  - Campeonato de constructores:
- #  Ferrari 99 pts.
- #  Tyrrell-Ford 88 pts.
- #  McLaren-Ford 88 pts.
- Campeonato Mundial de Rally:
  - Campeonato de Pilotos:
- # Piloto:  Sandro Munari.
Copiloto:  Silvio Maiga.
  - Campeonato de Constructores:
- #  Lancia.
- #  Opel.
- #  Ford.

### Baloncesto
- Juegos Olímpicos:

| Evento    | Oro             | Plata          | Bronce          |
| --------- | --------------- | -------------- | --------------- |
| Masculino | Estados Unidos  | Yugoslavia     | Unión Soviética |
| Femenino  | Unión Soviética | Estados Unidos | Bulgaria        |

- Copa de Europa:  Mobilgirgi Varese -  Real Madrid 81-74.
- NBA:
  - Playoffs: La temporada finalizó con Boston Celtics como campeones tras ganar a Phoenix Suns por 4-2.
  - MVP de la Temporada: Kareem Abdul-Jabbar (Los Angeles Lakers).
  - Rookie del Año: Alvan Adams (Phoenix Suns).
  - Entrenador del Año: Bill Fitch (Cleveland Cavaliers).
- Copa Korac:  Jugoplastika Split.
- Liga Nacional: Real Madrid.
- Copa del Rey de Baloncesto: Juventud Schweppes.

### Balonmano
- Juegos Olímpicos:

| Evento    | Oro             | Plata             | Bronce  |
| --------- | --------------- | ----------------- | ------- |
| Masculino | Unión Soviética | Rumania           | Polonia |
| Femenino  | Unión Soviética | Alemania Oriental | Hungría |

- Copa de Europa de Balonmano:  Borac Banja Luka -  KFUM Fredericia 17 - 15.
- Recopa de Europa de Balonmano:  BM Granollers.
- División de Honor: CB Calpisa.

### Béisbol
- Juego de la Estrellas: La Liga Nacional vence 7-1.

### Ciclismo
- Juegos Olímpicos:

| Evento                                        | Oro                 | Plata               | Bronce              |
| --------------------------------------------- | ------------------- | ------------------- | ------------------- |
| Ruta individual (175 km) masculino            | Bernt Johansson     | Giuseppe Martinelli | Mieczyl Nowicki     |
| 100 km ruta por equipo contra reloj masculino | Unión Soviética     | Polonia             | Dinamarca           |
| 1000 m contra reloj masculino                 | Klaus-Jurgen Grunke | Michel Vaarten      | Niels Fredborg      |
| 1000 m Sprint masculino                       | Anton Tkac          | Daniel Morelon      | Hans-Jurgen Geschke |
| Persecución 4000 m individual masculino       | Gregor Braun        | Herman Ponsteen     | Thomas Huschke      |
| Persecución 4000 m por equipo masculino       | Alemania Occidental | Unión Soviética     | Reino Unido         |

- Tour de Francia:

1. Lucien Van Impe
2. Joop Zoetemelk
3. Raymond Poulidor

- Vuelta ciclista a España:

1. José Pesarrodona
2. Luis Ocaña
3. José Nazabal

- Giro de Italia:

1. Felice Gimondi
2. Johan De Muynck
3. Fausto Bertoglio

- Campeonato mundial de ciclismo en ruta:

  Freddy Maertens
  Francesco Moser
  Tino Conti
- Milán-San Remo:  Eddy Merckx
- Tour de Flandes:  Walter Planckaert
- París-Roubaix:  Marc Demeyer
- Amstel Gold Race:  Freddy Maertens
- Lieja-Bastogne-Lieja:  Joseph Bruyère
- Campeonato de Zúrich:  Freddy Maertens
- París-Tours:  Ronald Dewitte
- Giro de Lombardía:  Roger De Vlaeminck
- Burdeos-París:  Walter Godefroot
- Cuatro días de Dunkerque:  Freddy Maertens
- Dauphiné Libéré:  Bernard Thévenet
- Subida a Montjuic:  Michel Pollentier
- Flecha Valona:  Joop Zoetemelk
- Gran Premio Navarra:  Agustín Tamares
- Clásica de Amorebieta:  Enrique Cima
- Gante-Wevelgem:  Freddy Maertens
- Gran Premio de Plouay:  Jacques Bossis
- Gran Premio de las Naciones:  Freddy Maertens
- Midi Libre:  Alain Meslet
- Milán-Turín:  Enrio Paolini
- Omloop Het Volk:  Willem Peeters
- París-Niza:  Michel Laurent
- Semana Catalana:  Eddy Merckx
- Tirreno-Adriático:  Roger de Vlaeminck
- Tour de Romandía:  Johan De Muynck
- Volta a Cataluña:  Enrique Martínez Heredia
- Vuelta a Aragón:  Javier Elorriaga
- Vuelta a Asturias:  Santiago Lazcano
- Vuelta al País Vasco:  Gianbattista Baronchelli

### Fútbol

#### Campeonatos por selecciones
- Juegos Olímpicos:

| Evento    | Oro               | Plata   | Bronce          |
| --------- | ----------------- | ------- | --------------- |
| Masculino | Alemania Oriental | Polonia | Unión Soviética |

- Eurocopa:

  Checoslovaquia
  Alemania Federal
  Países Bajos

#### Campeonatos internacionales
- Copa Intercontinental:  Bayern de Múnich.
- Copa de Campeones de la CONCACAF:  CD Águila.
- Copa Libertadores:  Cruzeiro.
- Copa de Europa:  Bayern de Múnich.
- Copa de la UEFA:  Liverpool.
- Supercopa de Europa:  Anderlecht.

#### Campeonatos nacionales
- Argentina:
  - Torneo Metropolitano: Boca Juniors.
  - Torneo Nacional: Boca Juniors.
  - Primera B: Platense y Lanús.
- Alemania:
  - Bundesliga (Alemania): VfL Borussia Mönchengladbach.
- Brasil:
  - Serie A: Internacional.
- Chile:
  - Primera División de Chile: Everton por tercera vez.
- Colombia:
  - Fútbol Profesional Colombiano: Club Atlético Nacional.
- Costa Rica:
  - Primera División: Deportivo Saprissa.
- España:
  - Primera División: Real Madrid.
  - Segunda División: Burgos.
  - Copa del Generalísimo: Atlético de Madrid.
- Francia:
  - Ligue 1: Saint-Étienne.
- Inglaterra:
  - First Division: Liverpool.
- Italia:
  - Serie A: Torino.
- México:
  - Primera División: América.
- Países Bajos:
  - Eredivisie: PSV Eindhoven.
- Paraguay:
  - Primera División: Libertad.
- Perú:
  - Liga Peruana de Fútbol: Unión Huaral.
- Uruguay:
  - Primera División: Defensor.
- Venezuela:
  - Primera División: Portuguesa FC.

#### Trofeos
- Bota de Oro:  Sotiris Kaiafas.

### Fútbol americano
- Super Bowl: Pittsburgh Steelers.

### Golf
- US Open:  Jerry Pate.
- Masters de Augusta:  Raymond Floyd.
- British Open:  Johnny Miller.
- Campeonato de la PGA:  Dave Stockton.

### Motociclismo
- 500cc:  Barry Sheene.
- 350cc:  Walter Villa.
- 250cc:  Walter Villa.
- 125cc:  Pier Paolo Bianchi.
- 50cc:  Ángel Nieto.

### Tenis
- Abierto de Australia:  Mark Edmondson y  Evonne Goolagong.
- Roland Garros:  Adriano Panatta y  Sue Barker.
- Wimbledon:  Björn Borg y  Chris Evert.
- Abierto de los Estados Unidos:  Jimmy Connors y  Chris Evert.
- WTA Tour Championships:  Evonne Goolagong.
- Tennis Masters Cup:  Manuel Orantes.
- Copa Davis:  Italia.
- Copa Federación:  Estados Unidos.

### Otros deportes
- Boxeo:
  - Juegos Olímpicos

| Evento         | Oro               | Plata              | Bronce                            |
| -------------- | ----------------- | ------------------ | --------------------------------- |
| Menos de 48 kg | Jorge Hernández   | Byong Uk Li        | Payao Pooltarat Orlando Maldonado |
| 48-51 kg       | Leo Randolph      | Ramón Duvalon      | David Torosyan Leszek Blazynski   |
| 51-54 kg       | Yong Jo Gu        | Charles Mooney     | Patrick Cowdell Chulsoon Hwang    |
| 54-57 kg       | Ángel Herrera     | Richard Nowakowski | Leszek Kosedowski Juan Paredes    |
| 57-60 kg       | Howard Davis      | Simion Cutov       | Vasili Solomin Ace Rusevski       |
| 60,0 a 63,5 kg | Ray Leonard       | Andrés Aldama      | Wladimir Kolev Kachimierz Szcerba |
| 63,5 a 67,0 kg | Jochen Bachfeld   | Pedro Gamarro      | Reinhard Skricek Victor Zilberman |
| 67-71 kg       | Jerzy Rybicki     | Tadja Kacar        | Viktor Savchenko Rolando Garbey   |
| 71-75 kg       | Michael Spinks    | Rufat Riskiev      | Alec Nastac Luis Felipe Martínez  |
| 75-81 kg       | Leon Spinks       | Sixto Soria        | Costica Danifoiu Janusz Gortat    |
| Más de 81 kg   | Teófilo Stevenson | Mircea Simon       | John Tate Clarence Hill           |

- Equitación:
  - Juegos Olímpicos

| Evento                            | Oro                     | Plata               | Bronce         |
| --------------------------------- | ----------------------- | ------------------- | -------------- |
| Individual en tres jornadas       | Edmund Coffin           | John Plumb          | Karl Schultz   |
| Por equipos en tres jornadas      | Estados Unidos          | Alemania Occidental | Australia      |
| Gran premio de doma individual    | Christine Stuckelberger | Harry Boldt         | Reiner Klimke  |
| Gran premio de doma por equipos   | Alemania Occidental     | Suiza               | Estados Unidos |
| Gran premio de saltos individual  | Alwin Schockemohle      | Michel Vaillancourt | Francois Mathy |
| Gran premio de saltos por equipos | Francia                 | Alemania Occidental | Bélgica        |

- Esgrima:
  - Juegos Olímpicos

| Evento                       | Oro                     | Plata                   | Bronce          |
| ---------------------------- | ----------------------- | ----------------------- | --------------- |
| Florete individual masculino | Fabio dal Zotto         | Aleksandr Románkov      | Bernard Talvard |
| Florete por equipo masculino | Alemania Occidental     | Italia                  | Francia         |
| Espada individual masculino  | Alexander Pusch         | Jurgen Hehn             | Gyozo Kulcsar   |
| Espada por equipo masculino  | Suecia                  | Alemania                | Suiza           |
| Sable individual masculino   | Viktor Krovopouskov     | Vladimir Nazlimov       | Viktor Sidjak   |
| Sable por equipo masculino   | Unión Soviética         | Italia                  | Rumania         |
| Florete individual femenino  | Ildiko Schwarczenberger | Maria Consolata Collino | Elena Belova    |
| Florete por equipo femenino  | Unión Soviética         | Francia                 | Hungría         |

- Gimnasia:
  - Juegos Olímpicos

| Evento                      | Oro               | Plata                               | Bronce                        |
| --------------------------- | ----------------- | ----------------------------------- | ----------------------------- |
| Concurso general masculino  | Nikolai Andrianov | Sawao Kato                          | Mitsuo Tsukahara              |
| Por equipo masculino        | Japón             | Unión Soviética                     | Alemania Oriental             |
| Barras paralelas masculino  | Sawao Kato        | Nikolai Andrianov                   | Mitsuo Tsukahara              |
| Suelo masculino             | Nikolai Andrianov | Vladimir Marchenko                  | Peter Korman                  |
| Salto de potro masculino    | Nikolai Andrianov | Mitsuo Tsukahara                    | Hiroshi Kajiyama              |
| Barra fija masculino        | Mitsuo Tsukahara  | Eizo Kenmotsu                       | Henri Boerio Ebergard Gienger |
| Anillos masculino           | Nikolai Andrianov | Alexander Ditiatin                  | Dan Grecu                     |
| Potro con aros masculino    | Zoltan Magyar     | Eizo Kenmotsu                       | Nikolai Andrianov             |
| Concurso general femenino   | Nadia Comaneci    | Nelli Kim                           | Ludmilla Tourischeva          |
| Por equipos femenino        | Unión Soviética   | Rumania                             | Alemania Oriental             |
| Suelo femenino              | Nelli Kim         | Ludmilla Tourischeva                | Nadia Comaneci                |
| Salto de potro femenino     | Nelli Kim         | Carola Dombeck Ludmilla Tourischeva |                               |
| Barra de equilibrio         | Nadia Comaneci    | Olga Kórbut                         | Teodora Ungureanu             |
| Barras asimétricas femenino | Nadia Comaneci    | Teodora Ungureanu                   | Marta Egervari                |

- Halterofilia:
  - Juegos Olímpicos

| Evento        | Oro                | Plata               | Bronce              |
| ------------- | ------------------ | ------------------- | ------------------- |
| 52 kg         | Alexander Voronin  | Gyorgy Koszegi      | Mohammed Nassiri    |
| 56 kg         | Norair Nurikyan    | Grzegorz Cziura     | Kenkichi Ando       |
| 60 kg         | Nikolai Kolesnikov | Georgi Todorov      | Kazumasa Hirai      |
| 67,5 kg       | Pjotr Korol        | Daniel Senet        | Kazimierz Czarnicki |
| 75 kg         | Yordan Mitkov      | Vartan Militosyan   | Peter Wenzel        |
| 82,5 kg       | Valery Shariy      | Trendachil Stoichev | Peter Baczako       |
| 90 kg         | David Rigert       | Lee James           | Atanas Chopov       |
| 110 kg        | Vuri Zaitsev       | Krastio Semerdiev   | Tadeusz Rutkowski   |
| Más de 110 kg | Vasili Alexeyev    | Gerd Bonk           | Helmut Losch        |

- Hockey hierba:
  - Juegos Olímpicos

| Evento    | Oro           | Plata     | Bronce   |
| --------- | ------------- | --------- | -------- |
| Masculino | Nueva Zelanda | Australia | Pakistán |

- Judo:
  - Juegos Olímpicos

| Evento                   | Oro               | Plata              | Bronce                             |
| ------------------------ | ----------------- | ------------------ | ---------------------------------- |
| Menos de 63 kg masculino | Héctor Rodríguez  | Eun-Kyung Chang    | Jozef Tuncsik Felice Mariani       |
| 63-70 kg masculino       | Vladimir Nevzorov | Koji Kuramoto      | Patrick Vial Marian Talaj          |
| 70-80 kg masculino       | Isamu Sonoda      | Valery Dvoinikov   | Slavko Obadov Yung-Chul Park       |
| 80-93 kg masculino       | Kazuhiro Ninomiya | Ramaz Harshiladze  | David Starbrook Jorg Rothlisberger |
| Más de 93 kg masculino   | Sergy Novikov     | Gunther Neureuther | Allen Coage Sumio Endo             |
| Abierto masculino        | Haruki Uemura     | Keith Remfry       | Jeaki Cho Shota Chochoshvili       |

- Lucha:
  - Juegos Olímpicos

| Evento                               | Oro                  | Plata                | Bronce               |
| ------------------------------------ | -------------------- | -------------------- | -------------------- |
| Grecorromana 48 kg masculino         | Alexei Shumakov      | Gheorge Berceanu     | Stefan Anghelov      |
| Grecorromana 52 kg masculino         | Vitaly Konstantinov  | Nicu Ginga           | Koichiro Hirayama    |
| Grecorromana 52-57 kg masculino      | Pertti Ukkola        | Ivan Frgic           | Farhat Mustafin      |
| Grecorromana 57-62 kg masculino      | Kazimierz Lipien     | Nelson Davidian      | Laszlo Reczi         |
| Grecorromana 62-68 kg masculino      | Suren Balbandyan     | Stefan Rusu          | Heinz-Helmut Wehling |
| Grecorromana 68-74 kg masculino      | Anatoli Bykov        | Vitezslav Macha      | Karl-Heinz Helbing   |
| Grecorromana 74-82 kg masculino      | Momir Petkovic       | Vladimir Cheboksarov | Iván Kolev           |
| Grecorromana 82-90 kg masculino      | Valery Rezanzev      | Stoyan Nikolov       | Czeslaw Kwiecinski   |
| Grecorromana 90-100 kg masculino     | Nikolai Bolboshin    | Kamen Goranov        | Andrzej Skrzylewski  |
| Grecorromana más de 100 kg masculino | Alexander Kolchinski | Alexander Tomov      | Romas Codreanu       |
| Libre 48 kg masculino                | Khassan Issayev      | Roman Dmitriev       | Akira Kudo           |
| Libre 52 kg masculino                | Yuji Takada          | Alexander Ivanov     | Hae Sup Jeon         |
| Libre 52-57 kg masculino             | Vladimir Umin        | Hans-Dieter Bruchert | Masao Arai           |
| Libre 57-62 kg masculino             | Jung Mo Yang         | Zeveg Oidov          | Gene Davis           |
| Libre 62-68 kg masculino             | Pavel Pinigin        | Lloyd Keaser         | Yasaburo Sugawara    |
| Libre 68-74 kg masculino             | Jiichiro Date        | Mansour Barzegar     | Stanley Dziedzic     |
| Libre 74-82 kg masculino             | John Paterson        | Viktor Novoshilev    | Adolf Seger          |
| Libre 82-90 kg masculino             | Levan Tediashvili    | Benjamin Peterson    | Stelica Morcov       |
| Libre 90-100 kg masculino            | Iván Yarygin         | Russell Hellickson   | Dimo Kostov          |
| Libre más de 100 kg masculino        | Soslan Andyev        | Jozef Balla          | Ladislav Simon       |

- Natación:
  - Juegos Olímpicos

| Evento                             | Oro                    | Plata             | Bronce              |
| ---------------------------------- | ---------------------- | ----------------- | ------------------- |
| 100 m libre masculino              | Jim Montgomery         | Jack Babashoff    | Peter Nocke         |
| 200 m libre masculino              | Bruce Furniss          | John Naber        | Jim Montgomery      |
| 400 m libre masculino              | Brian Goodell          | Tim Shaw          | Vladimir Raskatov   |
| 1500 m libre masculino             | Brian Goodell          | Bobby Hackett     | Stephen Holland     |
| 100 m espalda masculino            | John Naber             | Peter Rocca       | Roland Matthes      |
| 200 m espalda masculino            | John Naber             | Peter Rocca       | Dan Harrigan        |
| 100 m braza masculino              | John Hencken           | David Wilkie      | Arvidas Iuozaytis   |
| 200 m braza masculino              | David Wilkie           | John Hencken      | Richard Colella     |
| 100 m mariposa masculino           | Matt Vogel             | Joe Bottom        | Gary Hall           |
| 200 m mariposa masculino           | Mike Bruner            | Steven Gregg      | Bill Forrester      |
| 400 m estilos masculino            | Rod Strachan           | Alexander McKee   | Andrei Smirnov      |
| Relevo 4 × 200 m libre masculino   | Estados Unidos         | Unión Soviética   | Reino Unido         |
| Relevo 4 × 100 m estilos masculino | Estados Unidos         | Canadá            | Alemania Occidental |
| Trampolín 3 m masculino            | Philip Boggs           | Giorgio Cagnotto  | Alexander Kosenkov  |
| Plataforma 10 m masculino          | Klaus Dibiasi          | Greg Louganis     | Vladimir Aleinik    |
| 100 m libre femenino               | Kornelia Ender         | Petra Priemer     | Enith Brigitha      |
| 200 m libre femenino               | Kornelia Ender         | Shirley Babashoff | Enith Brigitha      |
| 400 m libre femenino               | Petra Thumer           | Shirley Babashoff | Shannon Smith       |
| 800 m libre femenino               | Petra Thumer           | Shirley Babashoff | Wendy Weinberg      |
| 100 m espalda femenino             | Ulrike Richter         | Birgit Treiber    | Nancy Garapick      |
| 200 m espalda femenino             | Ulrike Richter         | Birgit Treiber    | Nancy Garapick      |
| 100 m braza femenino               | Hannelore Anke         | Lubov Rusanova    | Marina Koscheveya   |
| 200 m braza femenino               | Marina Koscheveya      | Marina Yurchenia  | Lubow Rusanova      |
| 100 m mariposa femenino            | Kornelia Ender         | Andrea Pollack    | Wendy Boglioli      |
| 200 m mariposa femenino            | Andrea Pollack         | Ulrike Tauber     | Rosemarie Gabriel   |
| 400 m estilos femenino             | Ulrike Tauber          | Cheryl Gibson     | Becky Smith         |
| Relevo 4 × 100 m libre femenino    | Estados Unidos         | Alemania Oriental | Canadá              |
| Relevo 4 × 100 m estilos femenino  | Alemania Oriental      | Estados Unidos    | Canadá              |
| Trampolín 3 m femenino             | Jennifer Chandler      | Christa Köhler    | Cynthia McIngvale   |
| Plataforma 10 m femenino           | Elena Vaitsenkhovskaya | Ulrika Knape      | Deborah Wilson      |

- Pentatlón moderno:
  - Juegos Olímpicos

| Evento      | Oro                  | Plata          | Bronce    |
| ----------- | -------------------- | -------------- | --------- |
| Individual  | Janusz Pyciak-Peciak | Pavel Lednev   | Jan Bartu |
| Por equipos | Reino Unido          | Checoslovaquia | Hungría   |

- Piragüismo:
  - Juegos Olímpicos

| Evento              | Oro                                                                | Plata                                                                                           | Bronce                                                    |
| ------------------- | ------------------------------------------------------------------ | ----------------------------------------------------------------------------------------------- | --------------------------------------------------------- |
| K1 500 m masculino  | Vasile Diba                                                        | Zoltán Sztanity                                                                                 | Rüdiger Helm                                              |
| K1 1000 m masculino | Rüdiger Helm                                                       | Géza Csapó                                                                                      | Vasile Diba                                               |
| K2 500 m masculino  | Joachim Mattern Bernd Olbricht                                     | Vladimir Romanovski Sergei Nakhorny                                                             | Larion Serghei Policarp Malihin                           |
| K2 1000 m masculino | Vladimir Romanovski Sergei Nakhorny                                | Joachim Mattern Bernd Olbricht                                                                  | Zoltán Bakó István Szabó                                  |
| K4 1000 m masculino | Sergei Chukhrai Alexander Degtiarev Yuri Filatov Volodimir Morozov | José María Esteban Celorrio José Ramón López Díaz Herminio Menéndez Luis Gregorio Ramos Misioné | Rüdiger Helm Jürgen Lehnert Peter Bischof Bernd Duvigneau |
| C1 500 m masculino  | Alexander Rogov                                                    | John Wood                                                                                       | Matija Ljubek                                             |
| C1 1000 m masculino | Matija Ljubek                                                      | Vasili Yurchenko                                                                                | Tamás Wichmann                                            |
| C2 500 m masculino  | Sergei Petrenko Alexander Vinogradov                               | Andrzej Gronowicz Jerzy Opara                                                                   | Tamás Buday Oszkár Frey                                   |
| C2 1000 m masculino | Sergei Petrenko Alexander Vinogradov                               | Gheorghe Danielov Gheorghe Simionov                                                             | Tamás Buday Oszkár Frey                                   |
| K1 500 m femenino   | Carola Zirzow                                                      | Tatiana Korshunova                                                                              | Klára Rajnai                                              |
| K2 500 m femenino   | Nina Gopova Galina Kreft                                           | Klára Rajnai Anna Pfeffer                                                                       | Carola Zirzow Bärbel Köster                               |

- Remo:
  - Juegos Olímpicos

| Evento                           | Oro                  | Plata               | Bronce              |
| -------------------------------- | -------------------- | ------------------- | ------------------- |
| Skiff masculino                  | Pertti Karppinen     | Peter-Michael Kolbe | Joachim Dreifke     |
| Por pareja masculino             | Noruega              | Reino Unido         | Alemania Oriental   |
| Por pareja sin timonel masculino | Alemania Oriental    | Estados Unidos      | Alemania Occidental |
| Por pareja masculino             | Alemania Oriental    | Unión Soviética     | Checoslovaquia      |
| Por cuatro sin timonel masculino | Alemania Oriental    | Unión Soviética     | Checoslovaquia      |
| Por cuatro sin timonel masculino | Alemania Oriental    | Noruega             | Unión Soviética     |
| Por cuatro masculino             | Unión Soviética      | Alemania Oriental   | Alemania Occidental |
| Por ocho masculino               | Alemania Oriental    | Reino Unido         | Nueva Zelanda       |
| Skiff femenino                   | Christina Scheiblich | Joan Lind           | Elena Antonova      |
| Por pareja femenino              | Bulgaria             | Alemania Oriental   | Unión Soviética     |
| Por pareja sin timonel femenino  | Bulgaria             | Alemania Oriental   | Alemania Occidental |
| Por cuatro femenino              | Alemania Oriental    | Unión Soviética     | Rumanía             |
| Por cuatro femenino              | Alemania Oriental    | Bulgaria            | Unión Soviética     |
| Por ocho femenino                | Alemania Oriental    | Unión Soviética     | Estados Unidos      |

- Tiro:
  - Juegos Olímpicos

| Evento                         | Oro                | Plata             | Bronce              |
| ------------------------------ | ------------------ | ----------------- | ------------------- |
| Pistola libre 50 m             | Uwe Potteck        | Harald Vollmar    | Rudolf Dollinger    |
| Pistola rápida 25 m            | Norbert Klaar      | Jürgen Wiefel     | Roberto Ferrari     |
| Rifle en 3 posiciones 50 m     | Lanny Bassham      | Margaret Murdock  | Werner Seibold      |
| Rifle en posición tendido 50 m | Karlheinz Smieszek | Ulrich Lind       | Gennadi Lushikov    |
| Blanco móvil 10 m              | Alexandr Gazov     | Alexandr Kediarov | Jerzy Greszkiewicz  |
| Foso olímpico                  | Donald Haldeman    | Armando Silva     | Ubaldesco Baldi     |
| Skeet                          | Josef Panacek      | Eric Swimkels     | Wieslaw Gawlikowski |
| Arco masculino                 | Darrell Pace       | Hiroshi Michinaga | Giancarlo Ferrari   |
| Arco femenino                  | Luann Ryan         | Valentina Kovpan  | Zebiniso Rustamova  |

- Vela:
  - Juegos Olímpicos

| Evento          | Oro                       | Plata                             | Bronce               |
| --------------- | ------------------------- | --------------------------------- | -------------------- |
| Finn            | Jochen Schurmann          | Andrey Balashov                   | John Bertrand        |
| Tempest         | Suecia                    | Unión Soviética                   | Estados Unidos       |
| Flying Dutchman | Alemania Occidental       | Reino Unido                       | 1968                 |
| Tornado         | Reino Unido               | Estados Unidos                    | Alemania Occidental  |
| 470             | Harro Bode y Frank Hubner | Antonio Gorostegui y Pedro Millet | Ian Brown y Ian Ruff |
| Soling          | Dinamarca                 | Estados Unidos                    | Alemania Occidental  |

- Voleibol:
  - Juegos Olímpicos

POLONIA 3- URSS 2
| Evento    | Oro     | Plata           | Bronce        |
| --------- | ------- | --------------- | ------------- |
| Masculino | Polonia | Unión Soviética | Cuba          |
| Femenino  | Japón   | Unión Soviética | Corea del Sur |

- Waterpolo:
  - Juegos Olímpicos

| Evento    | Oro     | Plata  | Bronce       |
| --------- | ------- | ------ | ------------ |
| Masculino | Hungría | Italia | Países Bajos |

## Cine

### Noticias
- La película Furtivos, dirigida por José Luis Borau, es premiada en el Festival Internacional de Cine de Cartagena de Cartagena de Indias, Colombia.

### Estrenos
- 8 de febrero: Taxi Driver de Martin Scorsese.
- 4 de abril: Todos los hombres del presidente de Alan J. Pakula.
- 5 de abril: Cara a cara de Ingmar Bergman.
- 23 de junio: Logan's Run de Michael Anderson.
- 25 de junio: La profecía de Richard Donner.
- 30 de junio: El fuera de la ley de Clint Eastwood.
- 1 de agosto: Obsession de Brian De Palma.
- 11 de agosto: El último pistolero de Don Siegel.
- 8 de septiembre: King Kong de John Guillermin.
- 12 de septiembre: Bugsy Malone de Alan Parker.
- 17 de septiembre: La Tapadera de Martin Ritt.
- 22 de septiembre: La victoria en Chantant de Jean-Jacques Annaud.
- 8 de octubre: Marathon Man de John Schlesinger.
- 24 de octubre: Elemental, Mr Freud de Herbert Ross.
- 3 de noviembre: Carrie de Brian De Palma.
- 5 de noviembre: Asalto a la comisaría del distrito 13 de John Carpenter.
- 12 de noviembre: Pánico en el estadio de Larry Peerce.
- 15 de noviembre: El último magnate de Elia Kazan.
- 19 de noviembre: Cousin, cousine de Jean Charles Tacchella.
- 21 de noviembre: Rocky de John G. Avildsen.
- 27 de noviembre: Network de Sidney Lumet.
- 3 de diciembre: El expreso de Chicago de Arthur Hiller.
- 5 de diciembre: Esta tierra es mi tierra de Hal Ashby.
- 7 de diciembre: Casanova (Fellini) de Federico Fellini.
- 15 de diciembre: La pantera rosa ataca de nuevo de Blake Edwards.
- 17 de diciembre: Ha nacido una estrella de Frank Pierson.
- 22 de diciembre: El viaje de los malditos de Stuart Rosenberg.
- 23 de diciembre: La ley del monte de  Alberto Mariscal

Todas las fechas pertenecen a los estrenos oficiales de sus países de origen, salvo que se indique lo contrario.

### Premios Óscar
- Mejor película: Rocky.
- Mejor director: John G. Avildsen por Rocky.
- Mejor actor: Peter Finch por Un mundo implacable.
- Mejor actriz: Faye Dunaway por Un mundo implacable.
- Mejor actor de reparto: Jason Robards por Todos los hombres del presidente.
- Mejor actriz de reparto: Beatrice Straight por Un mundo implacable.
- Mejor guion original: Paddy Chayefsky por Un mundo implacable.

### Premios Globo de Oro
- Mejor película - Drama: Alguien voló sobre el nido del cuco.
- Mejor película - Comedia o musical: La pareja chiflada.
- Mejor director: Miloš Forman por Alguien voló sobre el nido del cuco.
- Mejor actor - Drama: Jack Nicholson por Alguien voló sobre el nido del cuco.
- Mejor actor - Comedia o musical: Walter Matthau por La pareja chiflada.
- Mejor actriz - Drama: Louise Fletcher por Alguien voló sobre el nido del cuco.
- Mejor actriz - Comedia o musical: Ann-Margret por Tommy (película).
- Mejor guion: Bo Goldman y Laurence Hauben por La pareja chiflada.
- Mejor serie - Drama: Kojak.
- Mejor serie - Comedia o musical: Barney Miller.

## Música

### Noticias
- Queen lanza su canción Bohemian Rhapsody
- El tema Save Your Kisses For Me de Brotherhood of Man gana por el Reino Unido la XXI Edición de Eurovisión celebrada en La Haya, Países Bajos.
- El tema Canta, cigarra de María Ostiz gana por España la V Edición del Festival OTI de la Canción celebrada en Ciudad de México.
- Se forma la banda británica The Clash.
- Se forma la banda británica Saxon.
- Se forma la banda irlandesa U2.
- Se forma la banda británica Siouxsie And The Banshees, considerada pionera del género Post-Punk.
- Se forma la banda estadounidense Toto.
- Se forma la banda hispano-argentina Tequila en Madrid.
- Se descubre el virus del ébola cerca del Río Ébola, en la República Democrática del Congo.

### Publicaciones
- ABBA: Arrival
  - Dancing Queen
  - Knowing Me, Knowing You
  - Money, Money, Money
- AC/DC: Dirty deeds done dirt cheap
- Aerosmith: Rocks
- Al Stewart: Year of The Cat
- Arturo "Zambo" Cavero y Óscar Avilés: Canto a mi tierra
- Bee Gees: Children of the world
- Billy Joel:  Turnstiles
- Black Sabbath: Technical Ecstasy
- Blondie: Blondie
- Bob Dylan: Desire
- Bob Dylan: Hard Rain
- Bob Marley & The Wailers: Rastaman Vibration
- Boney M: Take the heat off me
- Camel Moonmadness
- Camilo Sesto: Memorias
- Chicago: X
- David Bowie: Station to station
- Dyango: Si yo fuera él...
- Eagles: Hotel California (8 de diciembre), uno de los álbumes más vendidos de todos los tiempos.
- Eagles: Their Greatest Hits (1971-1975)
- Electric Light Orchestra: A New World Record. Fue el primer álbum de la banda en usar su emblemático logotipo.
- Elvis Presley: From Elvis Presley Boulevard, Memphis, Tennessee
- Genesis: A trick of the tail
- Harpo: Moviestar
- Jaco Pastorius: Jaco Pastorius
- Jean-Michel Jarre: Oxygène
- José José: El Príncipe
- José Luis Perales: Por si quieres conocerme
- Juan Gabriel: Con Mariachi Vol. II
- Judas Priest: Sad Wings of Destiny
- KC and the Sunshine Band: Part 3
- Kiss: Destroyer y Rock and Roll Over
- Led Zeppelin: Presence
  - Achilles last stand
- Lolita: Abrázame
  - No Renunciaré
- Los Chichos: No sé por qué
- María Jiménez: María Jiménez
- Marvin Gaye: I want you
- Módulos: ¿Recuerdas? , Consumo S.A. (single 8.º)
- Queen: A day at the races
  - Tie Your Mother Down
  - Somebody to Love
- Raffaella Carrà: En el amor todo es empezar
- Ramones: Ramones
  - Blitzkrieg bop
- Rosario Ríos (Rosario Flores): ¿Qué querrá decir esto?
- Rush: 2112
- Rush: All the world's a stage
- Scorpions: Virgin killer
- Stevie Wonder: Songs in the key of life
- The Alan Parsons Project: Tales of Mystery and Imagination
- The Rolling Stones: Black and blue
- The Runaways: The Runaways
- The Beach Boys publican 15 Big Ones y vuelven al Top 10, ganan el disco de oro y editan el exitoso álbum compilatorio británico 20 Golden Greats.
- Uriah Heep: High and mighty
- Wilkins: No se puede morir por dentro
- Wings: At The Speed of Sound y Over America
- Yola Polastry: Las Palmaditas y La Semillita

### Festivales
- El 3 de abril se celebra la XXI edición del Festival de la Canción de Eurovisión en La Haya,  Países Bajos.
  - Ganador/a: El grupo Brotherhood of Man con la canción «Save Your Kisses for Me» representando a Reino Unido .

### Premio Ernst von Siemens
- Mstislav Rostropóvich.

## Premios Nobel
- Física:  Burton Richter y  Samuel Chao Chung Ting.[4]
- Química:  William Lipscomb.[4]
- Medicina:  Baruch Samuel Blumberg y  Daniel Carleton Gajdusek.[4]
- Literatura:  Saul Bellow.[4]
- Paz:  Betty Williams y  Mairead Corrigan.[4]
- Economía:  Milton Friedman.[4]